# Brooklyn Tigers HF
Brooklyn Tigers HC är en ishockeyklubb från Luleå bildad ur Bergnäsets AIKs hockeysektion 1987 under namnet Bergnäsets IF. 1996 bytte man namn till Brooklyn Tigers Hockey Club. Föreningen har A-lag herrar, J20- och J18-lag, flera ungdomslag samt hockeyskola. Föreningens A-lag har huvudsakligen spelat i Hockeytvåan, men säsongerna 1999/2000 och 2003/2004 spelade man i Division 1.